# Janusz Strzałecki

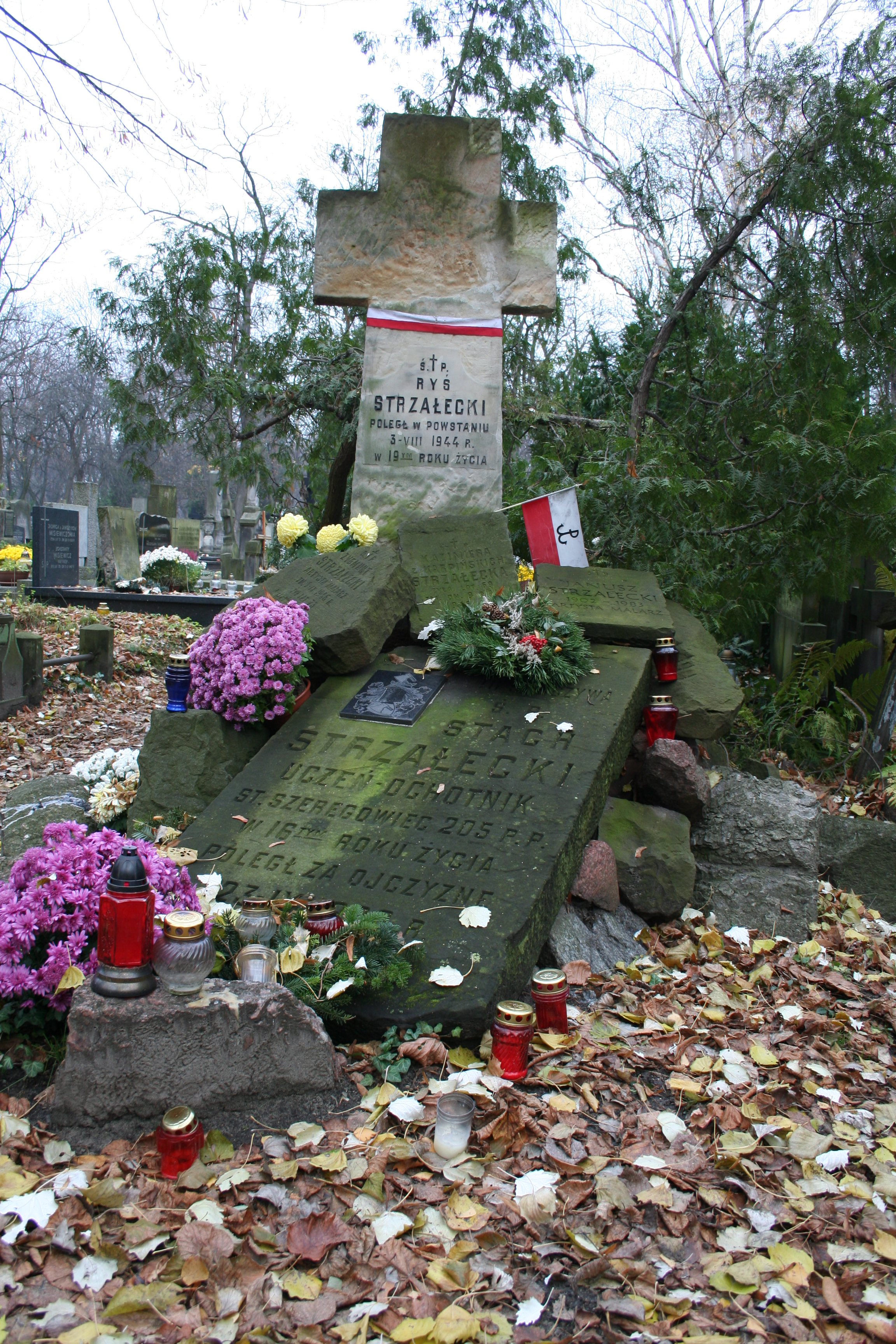
Grób Janusza Strzałeckiego na warszawskim cmentarzu Powązkowskim

Janusz Strzałecki (ur. 3 maja 1902 w Warszawie, zm. 30 marca 1983 tamże) – polski malarz, profesor ASP w Gdańsku i Warszawie.

## Życiorys
W latach 1919–1922 studiował w szkole Konrada Krzyżanowskiego i w Akademii Sztuk Pięknych w Warszawie, następnie od 1922 do 1924 w krakowskiej ASP u Józefa Pankiewicza.
W 1924 roku wyjechał wraz z kapistami do Paryża.
W czasie wojny prowadził z żoną Jadwigą Strzałecką na warszawskiej Sadybie przy ul. Morszyńskiej 45, dom dla sierot wojennych, podległy od 1941 roku Radzie Głównej Opiekuńczej. Dzięki współpracy z Radą Pomocy Żydom (kryptonim „Żegota”) sierociniec stał się schronieniem dla wielu dzieci żydowskich (stanowiły niemal połowę wychowanków).
Po II wojnie przeprowadził się na Wybrzeże. W 1945 roku wraz z Krystyną i Juliuszem Studnickimi, Hanną i Jackiem Żuławskim, Józefą i Marianem Wnukiem był współzałożycielem Państwowego Instytutu Sztuk Plastycznych w Sopocie. Z końcem pierwszego roku nazwę uczelni przemianowano na Państwową Wyższą Szkołą Sztuk Pięknych (zmienioną później na Państwową Wyższą Szkołą Sztuk Plastycznych w Gdańsku; w 1996 roku szkoła uzyskała status Akademii).
W latach 1945–1946 był dyrektorem uczelni (prowadząc jednocześnie Pracownię Malarstwa i Rysunku), a w latach 1945–1948 jej rektorem.
Od 1952 roku był profesorem Akademii Sztuk Pięknych w Warszawie.
Uprawiał pejzaż, portret i martwą naturę. Był autorem rekonstrukcji (niedokończonej) plafonu Marcello Bacciarellego w Starej Sali Audiencjonalnej na Zamku Królewskim w Warszawie.

## Życie prywatne
Był synem Zygmunta Strzałeckiego (artysty malarza) i Kazimiery z Karpińskich. Jego młodszy brat, Stanisław zginął w wieku 16 lat na wojnie (1920).
Z pierwszą żoną miał syna, który w wieku 19 lat zginął w powstaniu warszawskim (1944). Drugą żoną Strzałeckiego (od 1935 roku, do śmierci w 1947) była Jadwiga Strzałecka z domu Mańkowska. Mieli córkę Elżbietę (ur. 1938).
W 1973 roku wraz z żoną Jadwigą przyznano mu tytuł Sprawiedliwego wśród Narodów Świata.
Spoczywa w rodzinnym grobie wraz z rodzicami, bratem i synem na cmentarzu Powązkowskim w Warszawie (kw. 221-IV-30).